# Septième circonscription de Seine-et-Oise
La septième circonscription de Seine-et-Oise est l'une des dix-huit circonscriptions législatives que compte le département français de Seine-et-Oise, situé en région Île-de-France.

## Description géographique
Le Journal officiel du 13-14 octobre 1958 déterminait la composition de la circonscription :
- Canton de Meulan
- Canton de Poissy[1].

## Description historique et politique

### Historique des députations
| Législature | Début de mandat | Fin de mandat  | Député                | Parti politique | Observations                                                                             |
| ----------- | --------------- | -------------- | --------------------- | --------------- | ---------------------------------------------------------------------------------------- |
| Ire         | 9 décembre 1958 | 9 octobre 1962 | Jean Drouot-L'Hermine | UNR             | Mandat écourté à la suite d'une dissolution parlementaire décidée par Charles de Gaulle. |
| IIe         | 6 décembre 1962 | 2 avril 1967   | Jean Drouot-L'Hermine | UNR-UDT         |                                                                                          |

## Historique des élections

### Élections de 1958
| Candidat       | Candidat                  | Parti                     | Premier tour | Premier tour | Second tour | Second tour |  |
| Candidat       | Candidat                  | Parti                     | Voix         | %            | Voix        | %           |  |
| -------------- | ------------------------- | ------------------------- | ------------ | ------------ | ----------- | ----------- |  |
|                | Jean Drouot-L'Hermine élu | UNR                       | 12 683       | 29,39        | 22 782      | 53,14       |  |
|                | René Ermery               | PCF                       | 9 939        | 23,03        | 11 398      | 26,59       |  |
|                | René Jollivet             | CR                        | 8 259        | 19,14        | 4           | 0,01        |  |
|                | M. Gilbert                | SFIO                      | 5 250        | 12,17        | 5 310       | 12,39       |  |
|                | M. Valigny                | Divers droite (Gaulliste) | 2 638        | 6,11         | 3 376       | 7,87        |  |
|                | M. Sorbier                | Radsoc                    | 2 300        | 5,33         | Retrait     | Retrait     |  |
|                | René Couturaud            | UFF                       | 1 291        | 2,99         |             |             |  |
|                | E. Albert                 | Divers                    | 794          | 1,84         |             |             |  |
|                |                           |                           |              |              |             |             |  |
| Inscrits       | Inscrits                  | Inscrits                  | 57 747       | 100,00       | 57 731      | 100,00      |  |
| Abstentions    | Abstentions               | Abstentions               | 13 424       | 23,25        | 14 052      | 24,34       |  |
| Votants        | Votants                   | Votants                   | 44 323       | 76,75        | 43 679      | 75,66       |  |
| Blancs et nuls | Blancs et nuls            | Blancs et nuls            | 1 169        | 2,64         | 809         | 1,85        |  |
| Exprimés       | Exprimés                  | Exprimés                  | 43 154       | 97,36        | 42 870      | 98,15       |  |

Le suppléant de Jean Drouot l'Hermine était Louis Malassigne, cadre administratif, maire de Triel-sur-Seine.

### Élections de 1962
| Candidat       | Candidat                            | Parti          | Premier tour | Premier tour | Second tour | Second tour |  |
| Candidat       | Candidat                            | Parti          | Voix         | %            | Voix        | %           |  |
| -------------- | ----------------------------------- | -------------- | ------------ | ------------ | ----------- | ----------- |  |
|                | Jean Drouot-L'Hermine sortant réélu | UNR-UDT        | 17 183       | 39,81        | 25 079      | 57,65       |  |
|                | Robert Aubrun                       | PCF            | 10 255       | 23,76        | 18 421      | 42,35       |  |
|                | Paul Raoult                         | SFIO           | 5 639        | 13,07        | Retrait     | Retrait     |  |
|                | René Jollivet                       | Modérés        | 4 649        | 10,77        | Retrait     | Retrait     |  |
|                | M. Gros                             | PSU            | 3 963        | 9,18         | Retrait     | Retrait     |  |
|                | Maxime Pacaud                       | Modérés        | 1 470        | 3,41         |             |             |  |
|                |                                     |                |              |              |             |             |  |
| Inscrits       | Inscrits                            | Inscrits       | 65 258       | 100,00       | 65 246      | 100,00      |  |
| Abstentions    | Abstentions                         | Abstentions    | 20 692       | 31,71        | 18 927      | 29,01       |  |
| Votants        | Votants                             | Votants        | 44 566       | 68,29        | 46 319      | 70,99       |  |
| Blancs et nuls | Blancs et nuls                      | Blancs et nuls | 1 407        | 3,16         | 2 819       | 6,09        |  |
| Exprimés       | Exprimés                            | Exprimés       | 43 159       | 96,84        | 43 500      | 93,91       |  |

Le suppléant de Jean Drouot-l'Hermine était Joseph Lépicier, sans étiquette, maire de Carrières-sous-Poissy.